# 土瓶

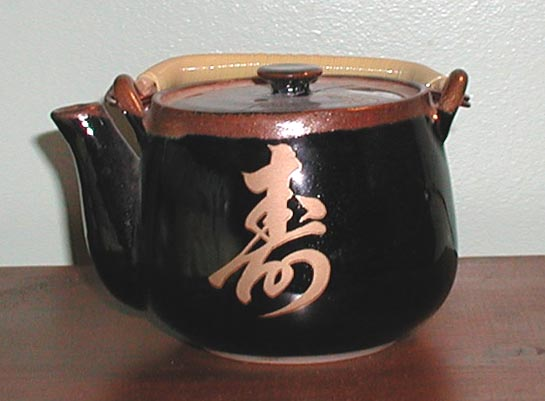
陶器製の土瓶

土瓶（どびん）は、湯を沸かしたり、茶葉や薬草を煎じたりする陶製の瓶。日本の伝統的な食器の一種。

## 概要
陶器製の物には直接火に掛けられる物がある。磁器製の物は火に掛けず急須のように使う。横手（よこで）の急須や後手（うしろで）のポットに比べると容量が大きく、肉厚の物が多い。
基本的な形状は湯（水）を溜める胴部に注ぎ口が付いており、その胴の肩の両側に耳をつけ、両耳の間に弦（つる）を掛け渡し、持ち手とする。胴部本体の上に持ち手がくるので、上手（うわで）という。持ち手は胴部と一体になった陶磁器製のこともあるが、熱を伝えにくい別材（竹材や藤材）が付いていることが多い。
蒸し料理の土瓶蒸し（どびんむし）にも用いられる。高温の土瓶を台に置く際には、断熱効果のある土瓶敷き（どびんしき）が用いられることがある。

## 歴史
江戸時代には一般的な生活用具として用いられていた。当時、庶民の間では茶葉を入れた土瓶を直接火にかけて煮出す烹茶法（ほうちゃほう）が一般的だった。茶葉を入れた急須や瓶に湯を注いで茶を入れる淹茶法（えんちゃほう）は、江戸時代初期に中国から伝わり文化人の間では用いられていた。しかし、急須が庶民の間に普及するのは幕末から明治初期にかけてである。明治時代には鉄道で用いられる汽車土瓶（後述）も現れた。さらに金属製のやかんや鉄瓶が登場すると、土瓶も大型化して磁器製のものが多くなり急須と同じように使われるようになった。
なお、昭和30年代ごろまで新生児の健やかな成長や立身出世を願って胞衣を容器に収めて土中に埋める「胞衣埋納」に土瓶が用いられることがあった。

## 特殊な土瓶
ボーフラ
主に煎茶道で用いる、火に掛ける湯沸し。土瓶式の上手のもののほかに、横手のものも多い。
汽車土瓶
1877年（明治10年）、神戸駅にて駅弁の販売が始められたが、弁当とともに供する茶の容器として陶器製の茶瓶が登場したのは1889年（明治22年）の静岡駅においてであった。これは「汽車茶瓶」と呼ばれ、同じ用途で土瓶の形をしたものは「汽車土瓶」と呼ばれた。別項「駅弁#汽車土瓶時代」も参照のこと。
千代香
焼酎を温めるために使用される土瓶の一種。